# 香川大学教育学部附属坂出中学校
香川大学教育学部附属坂出中学校（かがわだいがくきょういくがくぶふぞくさかいでちゅうがっこう, Sakaide Junior High School Attached to the Faculty of Education, Kagawa University）は、香川県坂出市青葉町に所在する香川大学教育学部附属の国立中学校。

## 概要
歴史
1947年（昭和22年）の学制改革（六・三制の実施）に伴い、新制中学校「香川師範学校女子部附属中学校」として開校。2012年（平成24年）に創立65周年を迎えた。
香川大学教育学部の附属中学校は、この他に師範学校男子部附属中学校を前身とする「香川大学教育学部附属高松中学校」がある。
教育目標
「広い視野をもった個性豊かな生徒の育成」
校歌
歌詞は2番まであり、1番が「朝日」で始まり、2番が「夕日」で始まる。なお校名は歌詞中に登場しない。

## 沿革
- 1947年（昭和22年）4月1日 - 学制改革（六・三制の実施）
  - 香川師範学校女子部附属国民学校の初等科（6ヶ年）が改組され、香川師範学校女子部附属小学校（6ヶ年）となる。
  - 香川師範学校女子部附属国民学校の高等科（2ヶ年）が改組され、「香川師範学校女子部附属中学校」（3ヶ年）となる。
    - 当面の校舎は附属小学校に併設の形をとる。1学年1学級編成。
- 1949年（昭和24年）
  - 4月1日 - 男女共学開始により、1学年2学級編成となる。
  - 7月1日 - 同年5月31日の新制大学香川大学の開学により、師範学校がその傘下に包括され、「香川大学香川師範学校附属坂出中学校」と改称。
- 1950年（昭和25年）11月15日 - 坂出市福江町981番地の独立校舎へ移転し、小学校との併設を解消。
- 1951年（昭和26年）4月1日 - 師範学校の廃止に伴い、「香川大学学芸学部附属坂出中学校」と改称。
- 1966年（昭和41年）1月1日 - 学部名の改称に伴い、「香川大学教育学部附属坂出中学校」（現校名）に改称。
- 1967年（昭和42年）
  - 3月28日 - 特殊学級校舎が完成。
  - 4月1日 - 特殊学級を1学年1学級編成で設置。
  - 6月1日 - 住所表示変更に伴い、坂出市青葉町1番7号となる。
- 1969年（昭和44年）5月10日 - 新校舎落成式・祝賀式を挙行。
- 1973年（昭和48年）
  - 3月30日 - 15cm据付型屈折赤道儀を天体ドームに設置。
  - 9月1日 - LL教室を設置。
- 1975年（昭和50年）4月1日 - 特殊学級が分離し、香川大学教育学部附属養護学校として独立。
- 1976年（昭和51年）6月21日 - 「青雲の碑」を設置。
- 1977年（昭和52年）10月9日 - 創立30周年を記念して同窓会を結成。
- 1978年（昭和53年）2月1日 - 生徒募集に抽選制度導入。
- 1983年（昭和58年）3月17日 - 中庭にサヌカイトの鐘「創造のしらべ」を設置。
- 1985年（昭和60年）3月9日 - 玄関に石の彫刻「吽」を設置。
- 1988年（昭和63年）5月7日 - 武道館が完成。
- 1997年（平成9年）11月22日 - 創立50周年を記念し、中庭に滝を造成し、「共生」の碑を設置。
- 2004年（平成16年）4月1日 - 国立大学法人化される。

## 著名な卒業生
- 佐藤勝彦（宇宙物理学者、東京大学名誉教授）
- 山地憲治（エネルギー学者、東京大学名誉教授、RITE所長）
- 森田一（元衆議院議員、元運輸大臣）
- 大野敬太郎（衆議院議員、内閣府副大臣）
- 綾宏（政治家）
- 中野美奈子（元フジテレビアナウンサー、タレント）
- 松本直樹（プロ野球選手、東京ヤクルトスワローズ）
- 吉川洋一郎（作曲家）
- ファンキー末吉（ミュージシャン）
- 花車優（競泳選手、2022年世界水泳選手権日本代表）
- 水野琳太郎（元京都大学硬式野球部選手/東京ヤクルトスワローズアナリスト）

## 著名な教職員・関係者
- 長尾健司（元教諭、野球部監督）